# Jakob Fehr

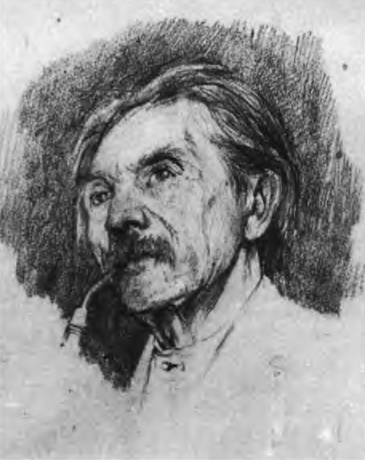
Jakob Fehr. Zeichnung von Julius Fehr

Jakob Fehr (* 15. September 1821 in Großeicholzheim; † 1. Januar 1900 ebenda) war ein deutscher Lithograph und Fotograf. 

## Leben
Jakob Fehr stammte aus einer Familie, die schon im 17. Jahrhundert in Großeicholzheim ansässig gewesen war, ursprünglich aber wohl aus der Schweiz stammte und vielleicht im Zuge der Wiederbesiedlung nach dem Dreißigjährigen Krieg in die Region gekommen war. Mehrere Männer namens Fehr waren bereits Vögte der Grafen von Degenfeld-Schonburg gewesen, darunter auch um 1749 ein Jacob Fehr.
Der spätere Lithograph und Lichtbildner wurde als Sohn des Landwirts Johann Friedrich Fehr und seiner Frau Elisabeth, geborene Heckler, in der Butzengasse 2 geboren. Er hätte wahrscheinlich die elterliche Landwirtschaft übernehmen sollen, richtete aber stattdessen in seinem damals noch sehr ländlich geprägten Heimatort die Lithographische und Photographische Anstalt Jakob Fehr ein. Über seine frühen Jahre ist wenig bekannt. Aus den Jahren 1839 bis 1846 stammen Skizzen nach der Natur von seiner Hand, die in einem Skizzenbuch erhalten geblieben sind. Sie zeigen Bauwerke und landschaftliche Elemente, aber auch Figurenstudien, die zum Teil das Karikaturistische streifen. Fehr bildete nicht nur Szenerien aus seiner unmittelbaren Umgebung ab. In dem Skizzenbuch finden sich auch Zeichnungen des Teusserschlösschens, der Ruine Löwenstein oder der Burg Weibertreu. In Heilbronn wohnte er offenbar der Fahnenweihe des Gesangvereins Urbanus bei, da er die anlässlich dieser Veranstaltung 1842 geschmückte Tribüne abbildete. 1846 scheint er über Weinsberg bis nach Esslingen am Neckar gereist zu sein, wo er die Frauenkirche zeichnete.
Beeinflusst wurde Jakob Fehr vermutlich von zeitgenössischen illustrierten Taschenbüchern wie etwa der Spinnstube, von der zahlreiche Jahrgänge sich in seinem Haus erhalten haben. Für die Spinnstube arbeitete unter anderem Ludwig Richter.
Seine Reisen könnten Fehr in Kontakt mit Druckanstalten und Bilderverlagen wie etwa der Gebrüder Wolff in Heilbronn oder Jakob Ferdinand Schreibers in Esslingen gebracht haben und ihn dazu bewogen haben, bei der Erbteilung auf den landwirtschaftlichen Teil des Fehrschen Besitzes zu verzichten und stattdessen von der Kunst zu leben. Fehr war außerdem von 1870 bis 1876 stellvertretender Ratsschreiber seines Heimatortes. Das Sterbebuch aus dem Jahr 1900 vermerkt ihn unter der Bezeichnung „Lithograph“.

## Werke

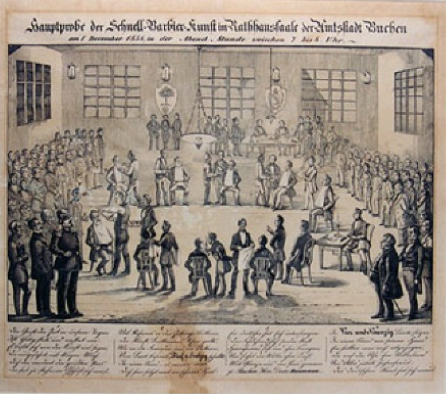
Hauptprobe der Schnell-Rasier-Kunst

Viele Lithographien Fehrs sind offenbar nicht erhalten geblieben. Von seinen Bilderbogen scheinen nur noch zwei zu existieren, darunter das als Hauptprobe der Schnell-Barbier-Kunst betitelte Blatt, das er anlässlich eines Rasierrekordversuchs des Barbiers Baumann aus Buchen im Jahr 1858 schuf. Dieses Bild schmückte in den darauf folgenden Jahrzehnten die Wände zahlreicher Barbierstuben. Es war mit einem vierstrophigen Gedicht untertitelt, das wohl ebenfalls von Fehr stammte. Ein Exemplar befindet sich im Hygiene-Museum in Dresden.
Der zweite erhaltene Bilderbogen ist eher satirischer Art und trägt den Titel Der Mousche in der Fuchsfalle und zeigt einen jüdischen Händler, der von einem Jäger lamentierend in einer Fuchsfalle gefunden wird, in die er wohl nicht zufällig geraten ist. Auch diesem Bild wurde ein erklärendes Gedicht beigegeben. Fehr nutzte für diese Darstellung das Pseudonym „Waldheiner“.
Neben diesen Bilderbogen vervielfältigte Jakob Fehr religiöse Wandbilder. Bekannt ist etwa ein Vaterunsertext, der von einer Bildergeschichte umgeben ist, in der die Geschichte eines Schweizer Älplers erzählt wird, dem viele schreckliche Dinge widerfahren, der aber immer wieder durch das Vaterunser aufgerichtet wird und Halt gewinnt. Fehr dürfte für seine Reproduktion eine ältere Vorlage genutzt haben. Derartige Wandbilder ließen sich offenbar in den evangelischen, einst reichsritterschaftlichen Baulandorten gut absetzen.
Fehr publizierte ferner Ansichten aus dem Bauland, wobei er nicht immer eigene Zeichnungen als Vorlagen verwendete. Für eine Ansicht von Adelsheim, die Fehr vervielfältigte, kommt als Vorlage etwa eine Zeichnung seines Sohnes Julius in Frage, der eine akademische Ausbildung genossen hatte. Von Jakob Fehr selbst hingegen dürfte die sehr detailreiche Zeichnung des Teerofens aus dem Haseneck in Großeicholzheim stammen, der bis etwa 1850 bestand. Es handelt sich dabei um eine der wenigen Abbildungen von Wagenschmieröfen aus dem 19. Jahrhundert.
Ein weiterer Erwerbszweig scheint die Produktion von Briefköpfen etc. für Industrielle und Gewerbetreibende gewesen zu sein, ferner druckte Fehr auch Ansichtskarten, wie ein mindestens bis in die 1970er Jahre erhalten gebliebener Druckstein mit einer Nadelgravierung belegte. Er zeigte eine Ansicht des Ortes Großeicholzheim und den Text „Gruß aus Großeicholzheim“. 
Schließlich ist auch das fotografische Atelier, das Fehr in seinem Haus in der Butzengasse betrieb, als Einnahmequelle nicht zu vernachlässigen. 
Spuren seiner Tätigkeit in der Butzengasse waren etwa die Pflastersteine in dem kleinen Hof vor dem Haus, die aus gebrauchten Drucksteinen bestanden. Ein Raum im oberen Stockwerk des Hauses, in dem offenbar die Steine zugerichtet wurden, trägt nach wie vor die Bezeichnung „Schleifstüble“.
Welche Preise Fehr für seine Lithographien verlangte und wie hoch die Auflagen waren, ist nicht genau bekannt. Fehr arbeitete jedenfalls auch Druckereien in den Kleinstädten seiner Umgebung zu; unter anderem schuf er eine Lithographie für E. Hubert & Co. in Adelsheim, die ein Ortsbild zeigt. Er nutzte wohl auch wandernde Händler für die Verbreitung seiner Bilder.

## Nachkommen

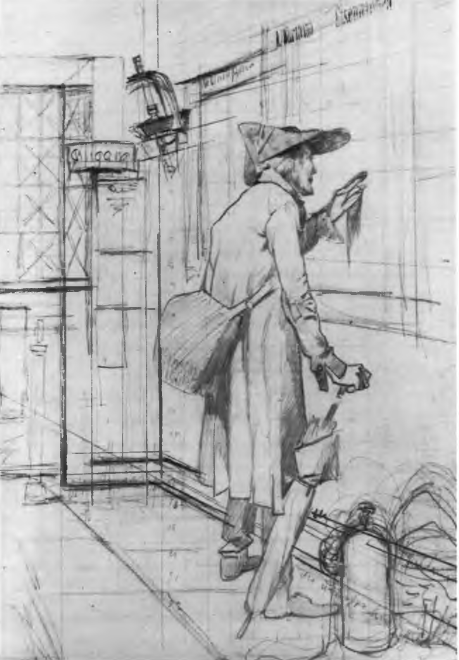
Julius Fehr, Bauer im Wartesaal. Bleistiftskizze

Jakob Fehr heiratete um die Mitte des 19. Jahrhunderts Magdalena Hettinger aus Bofsheim. Aus der Ehe gingen zwei Söhne hervor, von denen einer jedoch schon als Kind verstarb. Der am 26. Juni 1855 geborene Sohn Julius gehört zu den wichtigeren badischen Malern des 19. Jahrhunderts. Er absolvierte ein Kunststudium in Karlsruhe, wo neben der Landschaftsmalerei auch die Genre- und Porträtmalerei gepflegt wurde. Auf diesem Gebiet zeichnete sich Julius Fehr denn auch später aus. Ferner ist aus seinen Bildern ein soziales Interesse abzulesen; das Bild Der Winkeladvokat etwa zeigt zwei Bauern, die von einem Juristen übers Ohr gehauen werden. Wie sein Vater zeigte Julius Fehr viele Ansichten aus dem Bauland und der Umgebung. Julius Fehr unternahm vermutlich die für junge Künstler seiner Zeit fast obligatorische Italienreise und ließ sich dann für einige Zeit in Stuttgart nieder, wo er wohl die Bekanntschaft seiner späteren Lebensgefährtin Olga Lewering machte, die er 1891 heiratete. Das Paar bekam drei Töchter, von denen die zweite 1893 in Julius Fehrs Heimatort geboren wurde. Möglicherweise war Julius Fehr damals Jakob Fehrs Wunsch nachgekommen, die lithographische und photographische Anstalt weiterzuführen, und deswegen nach Großeicholzheim zurückgezogen. Dem Betrieb war aber keine längere Fortdauer beschieden, nachdem in den 1860er Jahren die Schnellpressen und die Rotationsdruckmaschinen aufgekommen waren. Neben Bildern für die örtliche und die benachbarte Kirche schuf der Maler Julius Fehr in seiner Großeicholzheimer Zeit zahlreiche dörfliche Milieustudien, offenbar in dem Bewusstsein, dass er eine verschwindende Welt porträtierte. Eines seiner Werke kam unter dem Titel Der erste Fahrplan der Königlich Württembergischen Staatsbahnen ins Verkehrsmuseum Nürnberg. Es fiel wahrscheinlich den Ereignissen im Zweiten Weltkrieg zum Opfer. Da Julius Fehr offenbar von den Einnahmen in seinem Heimatort nicht leben konnte, übersiedelte er 1895 nach Mannheim, wo er eine Malschule eröffnete. Ferner unterrichtete er an der Gewerbeschule in Mannheim.
Julius Fehr starb im Alter von nur 45 Jahren im selben Jahr wie sein Vater Jakob an einer Herzlähmung. Seine Tochter Olga war später als Malerin in New Hampshire tätig, die 1941 verstorbene Tochter Ida betrieb zeitweise in Esslingen ein Fotoatelier und arbeitete als Schauspielerin, ein Sohn der Tochter Elisabeth wurde Karikaturist in Jugoslawien.
Werke Jakob und Julius Fehrs, die sich zunächst noch im Haus der Familie in der Butzengasse 2 in Großeicholzheim befunden hatten, gingen offenbar in der Kriegs- und Nachkriegszeit verloren oder wurden vernichtet. Jakob Fehrs Urenkel Edgar Lünig, ein Sohn der Enkelin Ida, sammelte 1952 die verbliebenen Reste und nahm sie in Verwahrung.